# 花敬定

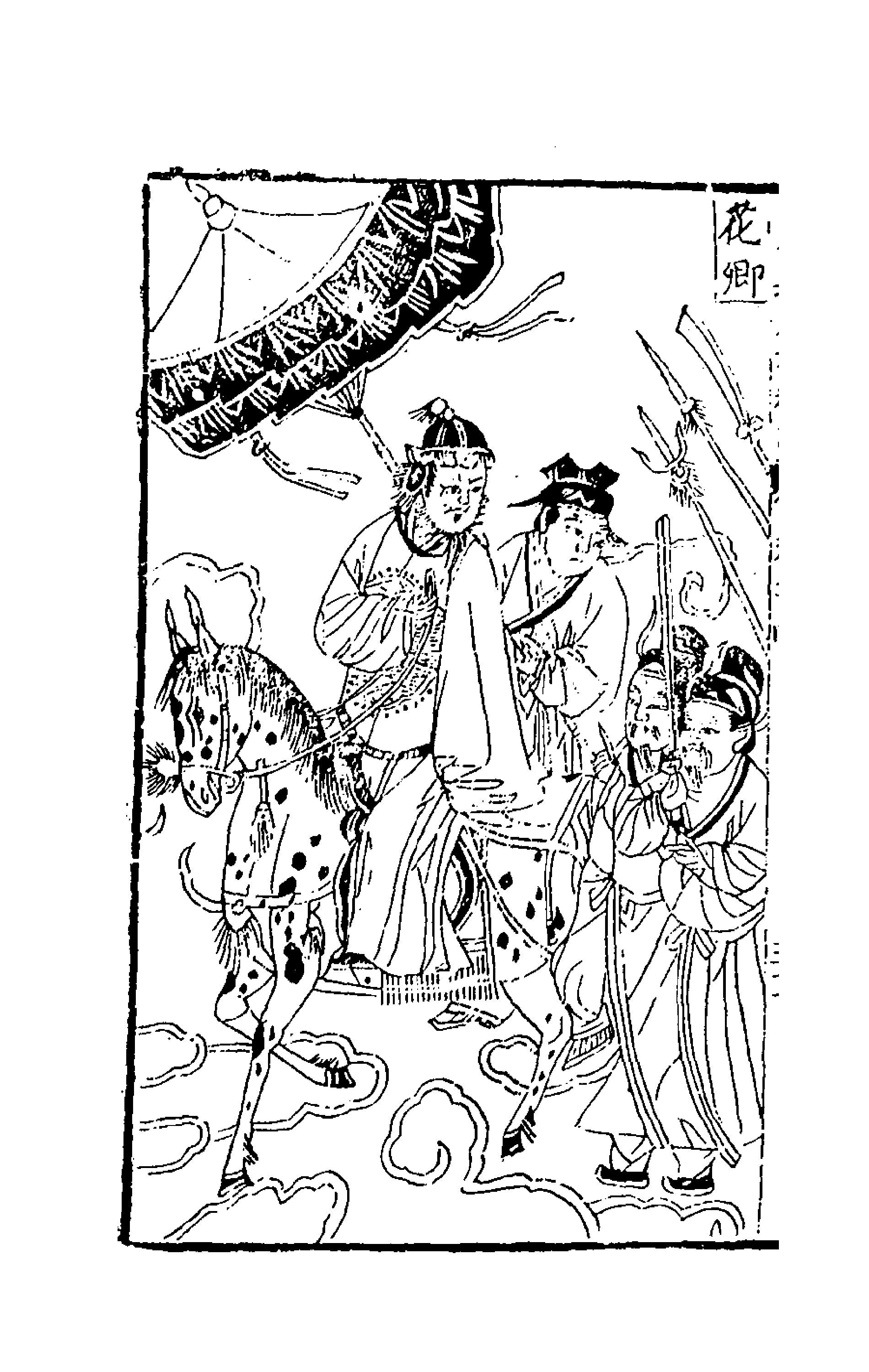
花敬定

花敬定（?—?），亦作花驚定，唐朝武将。
早年為成都尹、充劍南節度營田觀察處置使、御史大夫崔光远的部将。上元二年（761年），梓州剌使段子璋叛乱，兵袭东川节度使李奂于绵州，自称梁王。五月十六，崔光远的部屬花敬定攻克绵州，斬杀段子璋。但敬定居功自傲，骄恣不法，縱兵大掠，甚至断婦人手腕，以掠取金钏。段子璋残部逃至丹棱境内竹林寺铁桶山（今四川丹棱县境内），花敬定一路追剿，因兵力疲惫，未能成功。後反被叛軍斬殺。因在蜀僭用天子禮樂，杜甫有诗《赠花卿》、《戏作花卿歌》，花卿即是花敬定。北宋時加封忠烈廣福仁佑文惠王。